# Agrostophyllum denbergeri
Agrostophyllum denbergeri är en orkidéart som beskrevs av Johannes Jacobus Smith. Agrostophyllum denbergeri ingår i släktet Agrostophyllum och familjen orkidéer. Inga underarter finns listade i Catalogue of Life.